# Fes
Fes (turško fes, osmansko فس, latinizirano: fes), imenovan tudi tarbooš/tarbouš (arabsko طربوش, latinizirano: ṭarbūš), je pokrivalo iz klobučevine v obliki kratkega, valjastega klobuka brez šilta, običajno rdeče barve, običajno s črno reso, pritrjeno na vrhu. Ime fes se morda nanaša na maroško mesto Fes, kjer so barvilo za barvanje klobuka pridobivali iz škrlatnih jagod. Vendar je njegov izvor sporen.
Sodobni fes ima velik del svoje priljubljenosti v osmanski dobi. V začetku 19. stoletja je postal simbol Osmanskega cesarstva. Leta 1827 je Mahmud II. odredil njegovo uporabo kot sodobno pokrivalo za svojo novo vojsko, Asakir-i Mansure-i Muhammedije. Odločitev je navdihnilo poveljstvo osmanske mornarice, ki se je pred tem vrnilo iz Magreba, ko je sprejelo slog. Leta 1829 je Mahmud izdal nove predpise, ki so vsem civilnim in verskim uradnikom predpisovali uporabo fesa. Namen je bil nadomestiti turban, ki je deloval kot označevalec identitete in je prebivalce tako bolj delil kot poenotil. Stoletje kasneje, leta 1925, je bil fes v Turčiji prepovedan kot del Atatürkovih reform. Od takrat ni več del turških moških oblačil.
Fes se že stoletja uporablja kot del vojaških uniform v številnih vojskah in vojnah, vključno s polkom Bahavalpur v Pakistanu šele v 1960-ih. Še vedno ga nosijo v delih Južne Azije, Jugovzhodne Azije, Bližnjega vzhoda, Severne Afrike in v Cape Townu v Južni Afriki. Prevzeli so ga tudi različni bratski redovi v angleško govorečem svetu.